# 下津ふじ塚町
下津ふじ塚町（おりづふじつかちょう）は、愛知県稲沢市の地名。

## 地理

### 河川・池沼
- 青木川

### 交通
- 愛知県道155号井之口江南線

### 施設
- 稲沢市立下津小学校
- 御嶽神社

## 歴史

### 沿革
- 1978年（昭和53年） - 稲沢市下津町・丹陽町九日市場の各一部により、同市下津ふじ塚町が成立[1]。

### WEB
1. ↑  “読み仮名データの促音・拗音を小書きで表記するもの(zip形式) 愛知県” (zip).   日本郵便 (2024年2月29日). 2024年3月26日閲覧。
2. ↑  “市外局番の一覧” (PDF).   総務省 (2022年3月1日). 2022年3月22日閲覧。
3. ↑  “ナンバープレートについて”.   一般社団法人愛知県自動車会議所. 2024年1月21日閲覧。

### 書籍
1. ↑  「角川日本地名大辞典」編纂委員会 1989, p. 346.